# Largo y cálido verano de 1967
La expresión largo y cálido verano de 1967 (en inglés: Long, hot summer of 1967) se refiere a los 159 disturbios raciales que estallaron en los Estados Unidos en el verano de 1967. En junio hubo disturbios en Atlanta, Boston, Cincinnati, Búfalo y Tampa. En julio hubo disturbios en Birmingham, Chicago, Nueva York, Milwaukee, Mineápolis, New Britain, Rochester, Plainfield y Toledo. 
Los disturbios más destructivos del verano tuvieron lugar en julio, en Newark, Nueva Jersey y Detroit, Míchigan, y muchos titulares de los periódicos contemporáneos los describen como "batallas". Como resultado de los disturbios del verano de 1967 y los dos años anteriores, el presidente Lyndon B. Johnson estableció la Comisión Kerner para investigar los disturbios y los problemas urbanos de los afroamericanos.

## Historia
Históricamente, la población negra sufría un desempleo institucionalizado, a los que se sumaba la vigilancia policial abusiva y viviendas deficientes en los Estados Unidos. Los disturbios comenzaron a estallar en todo el país, pero especialmente durante los meses de verano. Mientras se producían disturbios en todo el país, sucedía también el Verano del Amor, donde concurrieron las comunidades hippies, y los estadounidenses presenciaban por las noticias nocturnas los movimientos de tropas en la Guerra de Vietnam y los disturbios en Estados Unidos. A fines de julio, el presidente Lyndon B. Johnson estableció la Comisión Kerner para investigar los disturbios; en 1968, publicarían un informe en el que culpaban a las desigualdades sociales generalizadas en los guetos estadounidenses de los disturbios. En septiembre de 1967, 83 personas habían muerto a causa de los disturbios, además de miles de heridos, decenas de millones de dólares en propiedades habían sido destruidas y barrios enteros quemados.

## Reacciones
Es en el contexto del «largo y cálido verano» que en diciembre de 1967, el jefe de policía de Miami, Walter E. Headley, pronunció la ahora famosa frase «When the looting starts, the shooting starts» («Cuando comienza el saqueo, comienza el tiroteo»), después de lo cual Frank Rizzo, Richard Daley y George Wallace también se pronunciaron a favor de un enfoque de línea dura hacia los saqueadores y alborotadores.
Una encuesta para los habitantes de Minnesota pidió a los encuestados que evaluaran la relación percibida entre los disturbios y el Movimiento de Derechos Civiles. Cuando se le preguntó si había una conexión entre el movimiento y los disturbios, el 49% dijo que sí, mientras que el 38% no estaba de acuerdo. Un 65% pensó que los disturbios fueron planeados, en lugar de solo escaramuzas incontroladas. En otra encuesta hechas para los habitantes de Minnesota, se preguntó a los encuestados si la causa de los disturbios era la discriminación racial o por acciones llevadas a cabo por pandillas de violentos, a lo cual el 32% apoyo la idea de la discriminación racial mientras que el 49% pensó que era por las pandillas. En una encuesta de Harris de marzo de 1968 publicada en el Washington Post, el 37% de los estadounidenses estuvo de acuerdo con el informe de la Comisión Kerner de que los disturbios raciales de 1967 fueron provocados principalmente por desigualdades; mientras que el 49% no estuvo de acuerdo. La mayoría de los blancos (53%) rechazó la idea, y solo el 35% estuvo de acuerdo. En contraste, el 58% de los negros lo apoyó y solo el 17% no estuvo de acuerdo.
A principios de julio de 1967, el Departamento de Justicia se reunió con los medios locales para pedir mayor «moderación en la información». En diciembre de 1967, se le preguntó a un psicólogo sobre los «elementos de disuasión» y se le dijo al New York Times que los disturbios continuarían.

## Lista de disturbios
Algunos de los disturbios fueron: 
- Disturbios de Atlanta (17 de junio)
- Disturbios de Boston (2 de junio)
- Disturbios de Búfalo (26 de junio - 1 de julio)
- Disturbios de Cairo (17 de julio)
- Disturbios de Cambridge (24 de julio de 1967)
- Disturbios de Cincinnati (12 de junio - 15 de junio)
- Disturbios de Detroit (23-28 de julio)
- Disturbios de Milwaukee (30 de julio - 3 de agosto)
- Disturbios de Newark (12 al 17 de julio)
- Disturbios de Plainfield (14 al 16 de julio)
- Disturbios de Saginaw (26 de julio)
- Disturbios de Portland (30 de julio)
- Disturbios de Tampa (11 de junio)